# Eszperantó Ifjúsági Világszervezet
Eszperantó Ifjúsági Világszervezet (eszperantó: Tutmonda Esperantista Junulara Organizo, TEJO) eszperantóul beszélő fiatalok (max. 35 éves korig) szervezete, egyéni tagjai és országos tagozatai vannak. Jelenleg 46 nemzeti és mintegy 13 olyan szervezettel működik együtt, amelyek még nem tagjai a TEJO-nak. Maga a TEJO az Eszperantó Világszövetség ifjúsági tagozata.

## Története
Már a TJO / TEJO előtt kezdeményeztek egy nemzetközi eszperantó szervezetet a fiatalok számára. Az 1920-as években az Eszperantó Ifjúsági Világszövetség (TEJA) néven működött, 1920 óta az Esperantista Junularo néven és 1927 óta Esperanto-Junularo néven. 1933 óta létezik a Juna Esperantisto kiadványuk. 
A TEJO többnyire eszperantó tanárokból álló csoportként indult. 
Két holland tanár, Elisabeth van Veenendaal és Cornelis Josinus van Veenendaal, 1938-ban találkozót szervezett a hollandiai Groetben 10 országból érkező, eszperantó nyelven beszélő gyermekek számára: ez volt az első Nemzetközi Ifjúsági Találkozó. Ezen a találkozón, augusztus 14-én, megszületett az Ifjúsági Világszervezet (TJO), amelynek célja az eszperantó népszerűsítése, nemzetközi találkozók szervezése és az eszperantóval kapcsolatos teendők meghatározása az iskolákban.
1939-ben megtartották a második találkozót is a belga Tervuren városban (Brüsszel közelében). Ekkor a TJO-nak már több mint 800 tagja volt 20 országban.
A TJO a második világháború miatt nagyon korán leállt, és csak 1945-ben aktiválódott újra.
A szervezet 1952-ben hivatalosan megváltoztatta nevét a jelenlegi formájára, az Eszperantó Ifjúsági Világszervezetre.

## Céljai
- az eszperantó nemzetközi nyelv használatának népszerűsítése
- hozzájárulás az eszperantó kultúra fejlődéséhez
- nyelvi probléma megoldása a nemzetközi kapcsolatokban, megkönnyíteni a nemzetközi kommunikációt
- megkönnyíteni az emberek egymás közötti viszonyait (szellemi és anyagi téren), függetlenül nemzetiségi, faji, nemi, vallási, politikai vagy nyelvi különbségektől
- segíteni a fiatalokat abban, hogy aktív szerepet töltsenek be egy befogadó, nemzetközi jogokon alapuló társadalom felépítésében
- elősegíteni a tagjai körében a szolidaritás erős érzését, fejlesztve bennük a többi nép megértését és megbecsülését
- az aktivistáik ismereteinek és szervezési készségeinek fejlesztése, ill. kulturális fejlődésük ösztönzése
- fiatal eszperantisták toborzása

## Kiadványai
- Kontakto újság
- Pasporta Servo - útlevél szolgálat

## Magyar Ifjúsági Eszperantó Szövetség
A Magyar Ifjúsági Eszperantó Szövetség (MIESZ) /eszperantó: Hungara Esperanto-Junularo (HEJ)/ az eszperantó ajkú magyar fiatalok egyesülete. A HEJ 1990-ben vált önálló egyesületté, miután kilépett a Magyar Eszperantó Szövetségből.
Legfontosabb céljai:
- az eszperantóul beszélő fiatalok nyelvi szükségleteinek kielégítése
- más szervezetek, intézmények érdekeinek képviselete
- a tagok képviselete magyar (OGYIP, NIOK) és nemzetközi (TEJO, EME) ernyőszervezeteknél
- ifjúsági vezetőket nevel
- együttműködik nem eszperantista szervezetekkel az eszperantista fiatalok közös céljainak elérésében érdekében

A HEJ minden évben más magyarországi városban rendezi meg a népszerű Nemzetközi Ifjúsági Hetet, a Föld különböző országaiból érkező fiatalok részvételével. 2007-ben 20. alkalommal rendezték meg.

## Fordítás
- Ez a szócikk részben vagy egészben  a   Tutmonda Esperantista Junulara Organizo című eszperantó Wikipédia-szócikk ezen változatának fordításán alapul.  Az eredeti cikk szerkesztőit annak laptörténete sorolja fel. Ez a jelzés csupán a megfogalmazás eredetét és a szerzői jogokat jelzi, nem szolgál a cikkben szereplő információk forrásmegjelöléseként.